# Зверев, Константин Яковлевич
Константин Яковлевич Зверев (1821—1890) — русский военный инженер, специалист в области фортификации.

## Биография
Родился 18 (30) октября 1821 года в семье полковника инженерной службы Якова Николаевича Зверева (1790, Санкт-Петербург — 1864) — инженер-генерал-майор с 1857 года, похоронен на Покровском кладбище в Риге. Братья: Павел (1817—1877), Николай (1830—1907), Александр (? — после 1867), Яков (? — после 1862).
В 1838 году поступил в Кондукторскую роту Главного инженерного училища; 26 августа 1840 года произведён в прапорщики и переведён в офицерский класс училища, которое окончил в 1842 году первым на курсе, с занесением имени на мраморную доску. Выпущен поручиком в Брест-Литовскую инженерную команду.
В 1848 году переведён в Варшавскую инженерную команду. В начале 1849 года был прикомандирован к начальнику инженеров действующей армии. Произведенный в 1851 году в капитаны, он в 1853—1856 годах занимал должность начальника Бобруйской инженерной команды; в 1856 году был произведён в подполковники и назначен строителем Свеаборгской крепости. В мае 1859 года произведён в полковники и переведён на строительство Кронштадтской крепости.
Руководил строительством первой в России башенной артиллерийской батареи в Кронштадте (форт «Милютин») и созданием укреплений по северному фарватеру. В 1861 году назначен флигель-адъютантом, а 17 октября 1863 года, был произведён в чин генерал-майора, с оставлением в Свите. С 1868 года возглавлял работы по переоборудованию фортов Кронштадтской крепости для установки нарезных орудий, при этом впервые применил асфальт для покрытия полов. Положил начало использованию асфальта для покрытия тротуаров и улиц Петербурга и других городов. Благодаря его практичности и административным способностям, при постройке Свеаборга и Кронштадта была достигнута значительная экономия средств, на что обратил внимание император Александр II.
С 1872 по 1882 годы состоял членом и управляющим делами Инженерного комитета Главного инженерного управления. За отличие по службе 30 августа 1873 года был пожалован в генерал-лейтенанты.
С 4 апреля 1882 года был назначен товарищем генерал-инспектора по инженерной части . На этом посту активно работал в комиссии Военного министерства, занимаясь укреплением западной границы и мерами по усилению и развитию оборонительных средств государства вообще. В 1886 году был утверждён в звании почётного члена Николаевской инженерной академии; 30 августа 1887 года произведён в инженер-генералы.
Умер 11 (23) сентября 1890 года в Санкт-Петербурге. Похоронен на Новодевичьем кладбище.
Был женат, имел четырёх детей.
В память выдающейся военно-инженерной деятельности Зверева (в том числе и как строителя Кронштадтских укреплений) один из построенных им фортов на Северном фарватере в Кронштадте (батарея № 4) был назван фортом «Зверев».

## Награды
- Знак Отличия за XV лет беспорочной службы (1857)
- орден Святого Станислава 1-й ст. (1868)
- орден Святой Анны 1-й ст. (1871)
- австрийский орден Железной короны 1-й ст. (1874)
- орден Святого Владимира 2-й ст. (1875)
- орден Белого Орла (1878)
- орден Святого Александра Невского (1881)
- Знак Отличия за LX лет беспорочной службы (1882)
- алмазные знаки к ордену Святого Александра Невского (1883)